# Candice King
Candice Rene King, född Accola 13 maj 1987, är en amerikansk skådespelare och sångare. Hon är mest känd för sin roll Caroline i succéserien The Vampire Diaries.
King var med i sin första film, Pirate Camp, 2007. Hon har gästspelat i TV-serien How I Met Your Mother, Supernatural och Greek. Hon har även medverkat i filmer som On The Doll, Juno, Deadgirl och X & O's. Före 2014 krediterades hon under sitt flicknamn.

## Filmografi
| År         | Titel                                                     | Roll              | Övrigt                          |
| ---------- | --------------------------------------------------------- | ----------------- | ------------------------------- |
| 2007       | Pirate Camp                                               | Annalisa/Tom      |                                 |
| 2007       | How I Met Your Mother                                     | Amy               | Avsnitt: "Something Borrowed"   |
| 2007       | Juno                                                      | Amanda            |                                 |
| 2007       | On The Doll                                               | Melody            |                                 |
| 2008       | X's & O's                                                 | Gwens vän         |                                 |
| 2008       | Deadgirl                                                  | JoAnn             |                                 |
| 2008       | Hannah Montana & Miley Cyrus: Best of Both Worlds Konsert | Sig själv         | Bakgrundssångare                |
| 2009       | Supernatural                                              | Amanda Heckerling | Avsnitt: "After School Special" |
| 2009       | Greek                                                     | Alice             | Avsnitt: "Isn't It Bro-mantic?" |
| 2009       | Hannah Montana: The Movie                                 | Sig själv         | Bakgrundssångare                |
| 2009       | Kingshighway                                              | Sophia            |                                 |
| 2009       | The Truth About Angels                                    | Caitlin Stone     |                                 |
| 2009-Nutid | Vampire Diaries                                           | Caroline Forbes   | TV Serie Huvudroll              |
| 2010       | Drop Dead Diva                                            | Jessica           | Avsnitt: "Begin Again"          |
| 2012       | Dating Rules From My Future Self Säsong 2                 | Chloe Cunningham  | Webbserie Huvudroll             |
| 2020       | After We Collided                                         | Kimberly          |                                 |